# Groupe H des éliminatoires du Championnat d'Europe de football 2024
 (décembre 2022).
Navigation
- A
- B
- C
- D
- E
- F
- G
- H
- I
- J

Le groupe H des éliminatoires du Championnat d'Europe de football 2024 est l'un des dix groupes qui décideront quelles équipes se qualifieront pour la phase finale de l'Euro 2024 en Allemagne. Le groupe H comprend six équipes : le Danemark, la Finlande, la Slovénie, le Kazakhstan, l'Irlande du Nord et Saint-Marin. Les équipes s'affronteront à domicile et à l'extérieur dans un tournoi toutes rondes.
Les deux meilleures équipes se qualifieront directement pour le tournoi final. Les participants aux barrages seront déterminés en fonction de leurs performances dans la Ligue des nations de l'UEFA 2022-2023.

## Classement
| Rang | Équipe          | Pts | J  | G | N | P  | Bp | Bc | Diff |  | Résultats (▼ dom., ► ext.) |     |     |     |     |     |     |
| ---- | --------------- | --- | -- | - | - | -- | -- | -- | ---- |  | -------------------------- | --- | --- | --- | --- | --- | --- |
| 1    | Danemark        | 22  | 10 | 7 | 1 | 2  | 19 | 10 | +9   |  | Danemark                   |     | 2-1 | 3-1 | 1-0 | 3-1 | 4-0 |
| 2    | Slovénie        | 22  | 10 | 7 | 1 | 2  | 20 | 9  | +11  |  | Slovénie                   | 1-1 |     | 3-0 | 2-1 | 4-2 | 2-0 |
| 3    | Finlande        | 18  | 10 | 6 | 0 | 4  | 18 | 10 | +8   |  | Finlande                   | 0-1 | 2-0 |     | 1-2 | 4-0 | 6-0 |
| 4    | Kazakhstan      | 18  | 10 | 6 | 0 | 4  | 16 | 12 | +4   |  | Kazakhstan                 | 3-2 | 1-2 | 0-1 |     | 1-0 | 3-1 |
| 5    | Irlande du Nord | 9   | 10 | 3 | 0 | 7  | 9  | 13 | -4   |  | Irlande du Nord            | 2-0 | 0-1 | 0-1 | 0-1 |     | 3-0 |
| 6    | Saint-Marin     | 0   | 10 | 0 | 0 | 10 | 3  | 31 | -28  |  | Saint-Marin                | 1-2 | 0-4 | 1-2 | 0-3 | 0-2 |     |

## Matchs
La liste des matches sera publiée par l'UEFA le 10 octobre 2022, le jour après le tirage au sort organisé à Francfort,,. Les heures sont CET/CEST, comme indiqué par l'UEFA (les heures locales, si elles sont différentes, sont entre parenthèses).

## Résultats et calendrier
| 1re journée                | Kazakhstan                  | 1 - 2   | Slovénie                                          | Astana Arena, Astana                                                     |                                                                          |
| 23 mars 2023 16h00 (21h00) | ( Vorogovski) Samorodov 24e | (1 - 0) | 47e Brekalo (Čerin ) · 78e Vipotnik (Stojanović ) | Spectateurs : 27 122 Arbitrage : Glenn Nyberg Arbitre vidéo : Fedayi San | Spectateurs : 27 122 Arbitrage : Glenn Nyberg Arbitre vidéo : Fedayi San |
| 23 mars 2023 16h00 (21h00) | Bystrov 55e · Orazov 66e    | Rapport | 45+1e Stojanović                                  | Spectateurs : 27 122 Arbitrage : Glenn Nyberg Arbitre vidéo : Fedayi San | Spectateurs : 27 122 Arbitrage : Glenn Nyberg Arbitre vidéo : Fedayi San |

| 23 mars 2023 | Danemark                                                           | 3 - 1   | Finlande                | Parken Stadium, Copenhague                                                      |                                                                                 |
| 20h45        | ( Bah) Højlund 21e · ( Wind) Højlund 82e · ( Daramy) Højlund 90+3e | (1 - 0) | 53e Antman (Pukki )     | Spectateurs : 35 851 Arbitrage : Daniel Siebert Arbitre vidéo : Bastian Dankert | Spectateurs : 35 851 Arbitrage : Daniel Siebert Arbitre vidéo : Bastian Dankert |
| 20h45        | Mæhle 18e · Nørgaard 49e                                           | Rapport | 33e Antman · 78e Ollila | Spectateurs : 35 851 Arbitrage : Daniel Siebert Arbitre vidéo : Bastian Dankert | Spectateurs : 35 851 Arbitrage : Daniel Siebert Arbitre vidéo : Bastian Dankert |

| 23 mars 2023 | Saint-Marin | 0 - 2   | Irlande du Nord                                  | Stadio Olimpico, Serravalle                                              |                                                                          |
| 20h45        |             | (0 - 1) | 24e Charles (Washington ) · 55e Charles (Lewis ) | Spectateurs : 2 099 Arbitrage : Gergo Bogár Arbitre vidéo : Tamás Bognár | Spectateurs : 2 099 Arbitrage : Gergo Bogár Arbitre vidéo : Tamás Bognár |
| 20h45        |             | Rapport | 43e Brown                                        | Spectateurs : 2 099 Arbitrage : Gergo Bogár Arbitre vidéo : Tamás Bognár | Spectateurs : 2 099 Arbitrage : Gergo Bogár Arbitre vidéo : Tamás Bognár |

| 2e journée                 | Kazakhstan                                                                            | 3 - 2   | Danemark                                        | Astana Arena, Astana                                                            |                                                                                 |
| 26 mars 2023 15h00 (19h00) | Zaïnoūtdīnov 73e (pen.) · ( Islamkhan) Taghyberguen 86e · ( Vorogovski) Aïymbetov 89e | (0 - 2) | 21e Højlund (Kjaer ) · 36e Højlund (Damsgaard ) | Spectateurs : 28 697 Arbitrage : Novak Simović Arbitre vidéo : Momčilo Marković | Spectateurs : 28 697 Arbitrage : Novak Simović Arbitre vidéo : Momčilo Marković |
| 26 mars 2023 15h00 (19h00) | Aïymbetov 90e, 90+6e · Chatski 90+4e                                                  | Rapport | 90+3e Højlund                                   | Spectateurs : 28 697 Arbitrage : Novak Simović Arbitre vidéo : Momčilo Marković | Spectateurs : 28 697 Arbitrage : Novak Simović Arbitre vidéo : Momčilo Marković |

| 26 mars 2023 | Slovénie                      | 2 - 0   | Saint-Marin                                | Stadion Stožice, Ljubljana                                                        |                                                                                   |
| 18h00        | Šeško 56e · Di Malo 60e (csc) | (0 - 0) |                                            | Spectateurs : 10 282 Arbitrage : Nathan Verboomen Arbitre vidéo : Lawrence Visser | Spectateurs : 10 282 Arbitrage : Nathan Verboomen Arbitre vidéo : Lawrence Visser |
| 18h00        |                               | Rapport | 45e D'Addario · 54e Fabbri · 78e Franciosi | Spectateurs : 10 282 Arbitrage : Nathan Verboomen Arbitre vidéo : Lawrence Visser | Spectateurs : 10 282 Arbitrage : Nathan Verboomen Arbitre vidéo : Lawrence Visser |

| 26 mars 2023  | Irlande du Nord | 0 - 1   | Finlande                 | Windsor Park, Belfast                                                        |                                                                              |
| 20h45 (19h45) |                 | (0 - 1) | 28e Källman (Pukki )     | Spectateurs : 17 936 Arbitrage : Ivan Kružliak Arbitre vidéo : Dennis Higler | Spectateurs : 17 936 Arbitrage : Ivan Kružliak Arbitre vidéo : Dennis Higler |
| 20h45 (19h45) | Charles 74e     | Rapport | 48e Jensen · 90+4e Soiri | Spectateurs : 17 936 Arbitrage : Ivan Kružliak Arbitre vidéo : Dennis Higler | Spectateurs : 17 936 Arbitrage : Ivan Kružliak Arbitre vidéo : Dennis Higler |

| 3e journée                 | Finlande                                      | 2 - 0   | Slovénie   | Stade olympique d'Helsinki, Helsinki                                                          |                                                                                               |
| 16 juin 2023 18h00 (19h00) | ( Pukki) Pohjanpalo 13e · ( Pukki) Antman 64e | (1 - 0) |            | Spectateurs : 32 560 Arbitrage : Guillermo Cuadra Fernández Arbitre vidéo : Ricardo de Burgos | Spectateurs : 32 560 Arbitrage : Guillermo Cuadra Fernández Arbitre vidéo : Ricardo de Burgos |
| 16 juin 2023 18h00 (19h00) | Niskanen 66e                                  | Rapport | 55e Šporar | Spectateurs : 32 560 Arbitrage : Guillermo Cuadra Fernández Arbitre vidéo : Ricardo de Burgos | Spectateurs : 32 560 Arbitrage : Guillermo Cuadra Fernández Arbitre vidéo : Ricardo de Burgos |

| 16 juin 2023 | Danemark | 1 - 0   | Irlande du Nord                                    | Parken Stadium, Copenhague                                                           |                                                                                      |
| 20h45        | Wind 47e | (0 - 0) |                                                    | Spectateurs : 35 701 Arbitrage : Daniel Stefański Arbitre vidéo : Tomasz Kwiatkowski | Spectateurs : 35 701 Arbitrage : Daniel Stefański Arbitre vidéo : Tomasz Kwiatkowski |
| 20h45        |          | Rapport | 71e McCann · 71e McNair · 76e Evans · 88e Thompson | Spectateurs : 35 701 Arbitrage : Daniel Stefański Arbitre vidéo : Tomasz Kwiatkowski | Spectateurs : 35 701 Arbitrage : Daniel Stefański Arbitre vidéo : Tomasz Kwiatkowski |

| 16 juin 2023 | Saint-Marin                                   | 0 - 3   | Kazakhstan                                                    | Stadio Olimpico, Serravalle                                                           |                                                                                       |
| 20h45        |                                               | (0 - 1) | 37e Vorogovski · 64e (pen.) Taghyberguen · 90+5e Zaïnoūtdīnov | Spectateurs : 528 Arbitrage : Anastasios Papapetrou Arbitre vidéo : Angelos Evangelou | Spectateurs : 528 Arbitrage : Anastasios Papapetrou Arbitre vidéo : Angelos Evangelou |
| 20h45        | Capicchioni 67e · Lazzari 70e · Golinucci 72e | Rapport | 89e Qoūat                                                     | Spectateurs : 528 Arbitrage : Anastasios Papapetrou Arbitre vidéo : Angelos Evangelou | Spectateurs : 528 Arbitrage : Anastasios Papapetrou Arbitre vidéo : Angelos Evangelou |

| 4e journée                 | Finlande                                                                                                  | 6 - 0   | Saint-Marin | Stade olympique d'Helsinki, Helsinki                                  |                                                                       |
| 19 juin 2023 20h45 (21h45) | ( Schüller) Kamara 16e · ( Ivanov) Källman 39e · Håkans 65e · Håkans 72e · Håkans 74e · ( Alho) Pukki 76e | (2 - 0) |             | Spectateurs : 32 812 Arbitrage : Genc Nuza Arbitre vidéo : Ivan Bebek | Spectateurs : 32 812 Arbitrage : Genc Nuza Arbitre vidéo : Ivan Bebek |
| 19 juin 2023 20h45 (21h45) | | Rapport | 51e Tosi    | Spectateurs : 32 812 Arbitrage : Genc Nuza Arbitre vidéo : Ivan Bebek | Spectateurs : 32 812 Arbitrage : Genc Nuza Arbitre vidéo : Ivan Bebek |

| 19 juin 2023  | Irlande du Nord | 0 - 1   | Kazakhstan                  | Windsor Park, Belfast                                                           |                                                                                 |
| 20h45 (19h45) |                 | (0 - 0) | 88e Aïymbetov               | Spectateurs : 18 002 Arbitrage : Roi Reinshreiber Arbitre vidéo : Orel Grinfeld | Spectateurs : 18 002 Arbitrage : Roi Reinshreiber Arbitre vidéo : Orel Grinfeld |
| 20h45 (19h45) | Saville 66e     | Rapport | 67e Älip · 70e Taghyberguen | Spectateurs : 18 002 Arbitrage : Roi Reinshreiber Arbitre vidéo : Orel Grinfeld | Spectateurs : 18 002 Arbitrage : Roi Reinshreiber Arbitre vidéo : Orel Grinfeld |

| 19 juin 2023 | Slovénie                   | 1 - 1   | Danemark                | Stadion Stožice, Ljubljana                                                        |                                                                                   |
| 20h45        | ( Gnezda Čerin) Šporar 25e | (1 - 1) | 42e Højlund (Højbjerg ) | Spectateurs : 14 382 Arbitrage : François Letexier Arbitre vidéo : Jérôme Brisard | Spectateurs : 14 382 Arbitrage : François Letexier Arbitre vidéo : Jérôme Brisard |
| 20h45        | Brekalo 75e                | Rapport | 69e Jørgensen           | Spectateurs : 14 382 Arbitrage : François Letexier Arbitre vidéo : Jérôme Brisard | Spectateurs : 14 382 Arbitrage : François Letexier Arbitre vidéo : Jérôme Brisard |

| 5e journée                     | Kazakhstan                     | 0 - 1   | Finlande              | Astana Arena, Astana                                                        |                                                                             |
| 7 septembre 2023 16h00 (20h00) |                                | (0 - 0) | 78e Antman (Källman ) | Spectateurs : 30 019 Arbitrage : Radu Petrescu Arbitre vidéo : Cătălin Popa | Spectateurs : 30 019 Arbitrage : Radu Petrescu Arbitre vidéo : Cătălin Popa |
| 7 septembre 2023 16h00 (20h00) | Samorodov 60e · Tchesnokov 87e | Rapport |                       | Spectateurs : 30 019 Arbitrage : Radu Petrescu Arbitre vidéo : Cătălin Popa | Spectateurs : 30 019 Arbitrage : Radu Petrescu Arbitre vidéo : Cătălin Popa |

| 7 septembre 2023 | Danemark                                                                                     | 4 - 0   | Saint-Marin | Parken Stadium, Copenhague                                                               |                                                                                          |
| 20h45            | ( Wind) Højbjerg 26e · ( Eriksen) Mæhle 28e · ( Eriksen) Wind 40e · ( Eriksen) Poulsen 90+3e | (3 - 0) |             | Spectateurs : 36 262 Arbitrage : Vitālijs Spasjoņņikovs Arbitre vidéo : Andris Treimanis | Spectateurs : 36 262 Arbitrage : Vitālijs Spasjoņņikovs Arbitre vidéo : Andris Treimanis |
| 20h45            | Rapport                                                                                      |         |             | Spectateurs : 36 262 Arbitrage : Vitālijs Spasjoņņikovs Arbitre vidéo : Andris Treimanis | Spectateurs : 36 262 Arbitrage : Vitālijs Spasjoņņikovs Arbitre vidéo : Andris Treimanis |

| 7 septembre 2023 | Slovénie                                                                               | 4 - 2   | Irlande du Nord                 | Stadion Stožice, Ljubljana                                                       |                                                                                  |
| 20h45            | ( Šeško) Šporar 3e · Evans 17e (csc) · ( Gnezda Čerin) Šeško 42e · ( Šeško) Šporar 56e | (3 - 1) | 7e Price (Kennedy ) · 53e Evans | Spectateurs : 12 587 Arbitrage : Marco Guida Arbitre vidéo : Massimiliano Irrati | Spectateurs : 12 587 Arbitrage : Marco Guida Arbitre vidéo : Massimiliano Irrati |
| 20h45            |                                                                                        | Rapport | 48e Price · 58e Charles         | Spectateurs : 12 587 Arbitrage : Marco Guida Arbitre vidéo : Massimiliano Irrati | Spectateurs : 12 587 Arbitrage : Marco Guida Arbitre vidéo : Massimiliano Irrati |

| 6e journée                      | Kazakhstan                                                                      | 1 - 0   | Irlande du Nord                             | Astana Arena, Astana                                                           |                                                                                |
| 10 septembre 2023 15h00 (19h00) | ( Beysebekov) Samorodov 27e                                                     | (1 - 0) |                                             | Spectateurs : 28 458 Arbitrage : Daniel Schlager Arbitre vidéo : Tiago Martins | Spectateurs : 28 458 Arbitrage : Daniel Schlager Arbitre vidéo : Tiago Martins |
| 10 septembre 2023 15h00 (19h00) | Samorodov 30e · Taghyberguen 73e · Qoūat 77e · Dosmaghambetov 87e · Bystrov 90e | Rapport | 83e Ballard · 90+5e McNair · 90+7e Thompson | Spectateurs : 28 458 Arbitrage : Daniel Schlager Arbitre vidéo : Tiago Martins | Spectateurs : 28 458 Arbitrage : Daniel Schlager Arbitre vidéo : Tiago Martins |

| 10 septembre 2023 | Finlande                                 | 0 - 1   | Danemark                                                     | Stade olympique d'Helsinki, Helsinki                                                 |                                                                                      |
| 18h00 (19h00)     |                                          | (0 - 0) | 86e Højbjerg (Mæhle )                                        | Spectateurs : 32 571 Arbitrage : Szymon Marciniak Arbitre vidéo : Tomasz Kwiatkowski | Spectateurs : 32 571 Arbitrage : Szymon Marciniak Arbitre vidéo : Tomasz Kwiatkowski |
| 18h00 (19h00)     | Ivanov 19e · Uronen 53e · Pohjanpalo 79e | Rapport | 13e Kristensen · 62e Nørgaard · 73e Poulsen · 90+4e Andersen | Spectateurs : 32 571 Arbitrage : Szymon Marciniak Arbitre vidéo : Tomasz Kwiatkowski | Spectateurs : 32 571 Arbitrage : Szymon Marciniak Arbitre vidéo : Tomasz Kwiatkowski |

| 10 septembre 2023 | Saint-Marin                             | 0 - 4   | Slovénie                                                                                            | Stadio Olimpico, Serravalle                                              |                                                                          |
| 20h45             |                                         | (0 - 2) | 4e Vipotnik (Karničnik ) · 16e Mlakar (Karničnik ) · 61e Lovrić (Šporar ) · 67e Karničnik (Šporar ) | Spectateurs : 844 Arbitrage : Mykola Balakin Arbitre vidéo : Pawel Pskit | Spectateurs : 844 Arbitrage : Mykola Balakin Arbitre vidéo : Pawel Pskit |
| 20h45             | Tosi 7e · Vitaioli 24e · Battistini 31e | Rapport | 41e Stojanović                                                                                      | Spectateurs : 844 Arbitrage : Mykola Balakin Arbitre vidéo : Pawel Pskit | Spectateurs : 844 Arbitrage : Mykola Balakin Arbitre vidéo : Pawel Pskit |

| 7e journée                    | Irlande du Nord                                           | 3 - 0   | Saint-Marin | Windsor Park, Belfast                                                             |                                                                                   |
| 14 octobre 2023 15h00 (14h00) | ( Lewis) Smyth 5e · ( Smyth) Magennis 11e · McMenamin 81e | (2 - 0) |             | Spectateurs : 17 886 Arbitrage : Bram Van Driessche Arbitre vidéo : Jan Boterberg | Spectateurs : 17 886 Arbitrage : Bram Van Driessche Arbitre vidéo : Jan Boterberg |
| 14 octobre 2023 15h00 (14h00) | Lewis 43e · Washington 64e · McNair 90+4e                 | Rapport |             | Spectateurs : 17 886 Arbitrage : Bram Van Driessche Arbitre vidéo : Jan Boterberg | Spectateurs : 17 886 Arbitrage : Bram Van Driessche Arbitre vidéo : Jan Boterberg |

| 14 octobre 2023 | Slovénie                                             | 3 - 0   | Finlande    | Stadion Stožice, Ljubljana                                                          |                                                                                     |
| 18h00           | Šeško 16e (pen.) · ( Šporar) Šeško 28e · Janža 90+2e | (2 - 0) |             | Spectateurs : 15 823 Arbitrage : Daniele Orsato Arbitre vidéo : Massimiliano Irrati | Spectateurs : 15 823 Arbitrage : Daniele Orsato Arbitre vidéo : Massimiliano Irrati |
| 18h00           | Janža 10e                                            | Rapport | 34e Källman | Spectateurs : 15 823 Arbitrage : Daniele Orsato Arbitre vidéo : Massimiliano Irrati | Spectateurs : 15 823 Arbitrage : Daniele Orsato Arbitre vidéo : Massimiliano Irrati |

| 14 octobre 2023 | Danemark                                                           | 3 - 1   | Kazakhstan                | Parken Stadium, Copenhague                                                     |                                                                                |
| 20h45           | ( Andersen) Wind 36e · ( Højlund) Skov 45+1e · ( Eriksen) Skov 48e | (2 - 0) | 58e Vorogovski (Qaïyrov ) | Spectateurs : 35 845 Arbitrage : Michael Oliver Arbitre vidéo : Stuart Attwell | Spectateurs : 35 845 Arbitrage : Michael Oliver Arbitre vidéo : Stuart Attwell |
| 20h45           | Christensen 23e · Kjær 27e                                         | Rapport | 85e Älip                  | Spectateurs : 35 845 Arbitrage : Michael Oliver Arbitre vidéo : Stuart Attwell | Spectateurs : 35 845 Arbitrage : Michael Oliver Arbitre vidéo : Stuart Attwell |

| 8e journée                    | Irlande du Nord                                        | 0 - 1   | Slovénie                | Windsor Park, Belfast                                                      |                                                                            |
| 17 octobre 2023 20h45 (19h45) |                                                        | (0 - 1) | 5e Čerin                | Spectateurs : 16 332 Arbitrage : István Kovács Arbitre vidéo : Marco Fritz | Spectateurs : 16 332 Arbitrage : István Kovács Arbitre vidéo : Marco Fritz |
| 17 octobre 2023 20h45 (19h45) | Charles 4e, 58e · Thompson 59e · Smyth 60e · Evans 87e | Rapport | 37e Elšnik · 56e Šporar | Spectateurs : 16 332 Arbitrage : István Kovács Arbitre vidéo : Marco Fritz | Spectateurs : 16 332 Arbitrage : István Kovács Arbitre vidéo : Marco Fritz |

| 17 octobre 2023 | Saint-Marin                                              | 1 - 2   | Danemark                                    | Stadio Olimpico, Serravalle                                                   |                                                                               |
| 20h45           | Golinucci 61e                                            | (0 - 1) | 42e Højlund (Daramy ) · 70e Poulsen (Wind ) | Spectateurs : 2 984 Arbitrage : Viktor Kopiievskyi Arbitre vidéo : Fedayi San | Spectateurs : 2 984 Arbitrage : Viktor Kopiievskyi Arbitre vidéo : Fedayi San |
| 20h45           | Fabbri 70e · Capicchioni 83e · Maio 88e · Mularoni 90+7e | Rapport | 65e Andersen                                | Spectateurs : 2 984 Arbitrage : Viktor Kopiievskyi Arbitre vidéo : Fedayi San | Spectateurs : 2 984 Arbitrage : Viktor Kopiievskyi Arbitre vidéo : Fedayi San |

| 17 octobre 2023 | Finlande   | 1 - 2   | Kazakhstan                                                                                       | Stade olympique d'Helsinki, Helsinki                                     |                                                                          |
| 20h45 (21h45)   | Taylor 28e | (1 - 0) | 77e (pen.) Zaïnoūtdīnov · 89e Zaïnoūtdīnov (Orazov )                                             | Spectateurs : 30 375 Arbitrage : Irfan Peljto Arbitre vidéo : Ivan Bebek | Spectateurs : 30 375 Arbitrage : Irfan Peljto Arbitre vidéo : Ivan Bebek |
| 20h45 (21h45)   | Ivanov 72e | Rapport | 27e Marotchkine · 79e Samorodov · 81e Qoūat · 90+3e Skvortsov · 90+5e Orazov · 90+5e Beïssebekov | Spectateurs : 30 375 Arbitrage : Irfan Peljto Arbitre vidéo : Ivan Bebek | Spectateurs : 30 375 Arbitrage : Irfan Peljto Arbitre vidéo : Ivan Bebek |

| 9e journée                     | Kazakhstan                                                       | 3 - 1   | Saint-Marin                                | Astana Arena, Astana                                                       |                                                                            |
| 17 novembre 2023 16h00 (21h00) | Tchesnokov 19e · ( Maly) Tchesnokov 51e · Aïymbetov 90+2e (pen.) | (1 - 0) | 60e Franciosi (Battistini )                | Spectateurs : 30 100 Arbitrage : Harald Lechner Arbitre vidéo : Alan Kijas | Spectateurs : 30 100 Arbitrage : Harald Lechner Arbitre vidéo : Alan Kijas |
| 17 novembre 2023 16h00 (21h00) | Kenguessov 63e · Ierlanov 88e                                    | Rapport | 50e Mularoni · 88e Fabbri · 90+1e Pancotti | Spectateurs : 30 100 Arbitrage : Harald Lechner Arbitre vidéo : Alan Kijas | Spectateurs : 30 100 Arbitrage : Harald Lechner Arbitre vidéo : Alan Kijas |

| 17 novembre 2023 | Finlande                                                                       | 4 - 0   | Irlande du Nord | Stade olympique d'Helsinki, Helsinki                                           |                                                                                |
| 18h00 (19h00)    | Pohjanpalo 42e · ( Kamara) Håkans 48e · ( Taylor) Pukki 74e · ( Pukki) Lod 88e | (1 - 0) |                 | Spectateurs : 28 711 Arbitrage : Aliyar Aghayev Arbitre vidéo : Elchin Masiyev | Spectateurs : 28 711 Arbitrage : Aliyar Aghayev Arbitre vidéo : Elchin Masiyev |
| 18h00 (19h00)    | Rapport                                                                        |         |                 | Spectateurs : 28 711 Arbitrage : Aliyar Aghayev Arbitre vidéo : Elchin Masiyev | Spectateurs : 28 711 Arbitrage : Aliyar Aghayev Arbitre vidéo : Elchin Masiyev |

| 17 novembre 2023 | Danemark                                              | 2 - 1   | Slovénie   | Parken Stadium, Copenhague                                                                        |                                                                                                   |
| 20h45            | ( Christensen) Mæhle 26e · ( Vestergaard) Delaney 54e | (1 - 1) | 30e Janža  | Spectateurs : 35 608 Arbitrage : José María Sánchez Arbitre vidéo : Alejandro Hernández Hernández | Spectateurs : 35 608 Arbitrage : José María Sánchez Arbitre vidéo : Alejandro Hernández Hernández |
| 20h45            | Nørgaard 33e                                          | Rapport | 32e Elšnik | Spectateurs : 35 608 Arbitrage : José María Sánchez Arbitre vidéo : Alejandro Hernández Hernández | Spectateurs : 35 608 Arbitrage : José María Sánchez Arbitre vidéo : Alejandro Hernández Hernández |

| 10e journée                    | Irlande du Nord                                       | 2 - 0   | Danemark                        | Windsor Park, Belfast                                                           |                                                                                 |
| 20 novembre 2023 20h45 (19h45) | ( S. Charles) Price 60e · ( McMenamin) D. Charles 81e | (0 - 0) |                                 | Spectateurs : 17 366 Arbitrage : Jérôme Brisard Arbitre vidéo : Eric Wattellier | Spectateurs : 17 366 Arbitrage : Jérôme Brisard Arbitre vidéo : Eric Wattellier |
| 20 novembre 2023 20h45 (19h45) | Saville 28e · Hume 33e                                | Rapport | 90+1e Højbjerg · 90+2e Andersen | Spectateurs : 17 366 Arbitrage : Jérôme Brisard Arbitre vidéo : Eric Wattellier | Spectateurs : 17 366 Arbitrage : Jérôme Brisard Arbitre vidéo : Eric Wattellier |

| 20 novembre 2023 | Slovénie                                    | 2 - 1   | Kazakhstan                                       | Stadion Stožice, Ljubljana                                                           |                                                                                      |
| 20h45            | Šeško 41e (pen.) · ( Stojanović) Verbič 86e | (1 - 0) | 48e Orazov (Samorodov )                          | Spectateurs : 16 432 Arbitrage : Szymon Marciniak Arbitre vidéo : Tomasz Kwiatkowski | Spectateurs : 16 432 Arbitrage : Szymon Marciniak Arbitre vidéo : Tomasz Kwiatkowski |
| 20h45            | Verbič 87e                                  | Rapport | 40e Vorogovski · 61e Qoūat · 79e Maly · 90e Älip | Spectateurs : 16 432 Arbitrage : Szymon Marciniak Arbitre vidéo : Tomasz Kwiatkowski | Spectateurs : 16 432 Arbitrage : Szymon Marciniak Arbitre vidéo : Tomasz Kwiatkowski |

| 20 novembre 2023 | Saint-Marin                                                                    | 1 - 2   | Finlande                        | Stadio Olimpico, Serravalle                                                           |                                                                                       |
| 20h45            | Berardi 90+7e (pen.)                                                           | (0 - 0) | 50e Soiri · 58e Soiri (Galvez ) | Spectateurs : 1 427 Arbitrage : Manfredas Lukjančukas Arbitre vidéo : Jochem Kamphuis | Spectateurs : 1 427 Arbitrage : Manfredas Lukjančukas Arbitre vidéo : Jochem Kamphuis |
| 20h45            | Vitaioli 24e · Tosi 56e · Capicchioni 69e · Battistini 90+1e · Zafferani 90+4e | Rapport | 35e Galvez · 90+6e Jensen       | Spectateurs : 1 427 Arbitrage : Manfredas Lukjančukas Arbitre vidéo : Jochem Kamphuis | Spectateurs : 1 427 Arbitrage : Manfredas Lukjančukas Arbitre vidéo : Jochem Kamphuis |

## Statistiques

### Buteurs
7 buts        
- Rasmus Højlund

5 buts      
- Benjamin Šeško (dont 2 penalty)

4 buts     
- Jonas Wind
- Robert Skov
- Daniel Håkans
- Baqtiar Zaïnoūtdīnov (dont 2 penalty)

3 buts    
- Dion Charles
- Abat Aïymbetov
- Andraž Šporar

2 buts   
- Pierre-Emile Højbjerg
- Yussuf Poulsen
- Joakim Mæhle
- Oliver Antman
- Benjamin Källman
- Joel Pohjanpalo
- Teemu Pukki
- Pyry Soiri
- Isaac Price
- Askhat Taghyberguen (dont 1 penalty)
- Maxim Samorodov
- Ian Vorogovski
- Islam Tchesnokov
- Žan Vipotnik
- Erik Janža

1 but  
- Thomas Delaney
- Glen Kamara
- Robert Taylor
- Robin Lod
- Jonny Evans
- Paul Smyth
- Josh Magennis
- Conor McMenamin
- Ramazan Orazov
- Alessandro Golinucci
- Simone Franciosi
- Filippo Berardi (dont 1 penalty)
- David Brekalo
- Jan Mlakar
- Sandi Lovrić
- Žan Karničnik
- Adam Gnezda Čerin
- Benjamin Verbič

but contre son camp  (csc)
- Jonny Evans (contre la Slovénie)
- Roberto Di Malo (contre la Slovénie)

### Passeurs
5 passes décisives 
- Teemu Pukki

4 passes décisives 
- Christian Eriksen

3 passes décisives 
- Jonas Wind
- Adam Gnezda Čerin
- Andraž Šporar

2 passes décisives 
- Mohamed Daramy
- Jamal Lewis
- Ian Vorogovski
- Žan Karničnik
- Petar Stojanović

1 passe décisive 
- Alexander Bah
- Simon Kjær
- Mikkel Damsgaard
- Pierre-Emile Højbjerg
- Joakim Mæhle
- Joachim Andersen
- Rasmus Højlund
- Andreas Christensen
- Jannik Vestergaard
- Rasmus Schüller
- Robert Ivanov
- Nikolai Alho
- Benjamin Källman
- Glen Kamara
- Robert Taylor
- Tomas Galvez
- Conor Washington
- Matthew Kennedy
- Paul Smyth
- Shea Charles
- Conor McMenamin
- Baoūyrjan Islamkhan
- Abzal Beïssebekov
- Baghdat Qaïyrov
- Ramazan Orazov
- Serhi Maly
- Maxim Samorodov
- Manuel Battistini

## Discipline
Un joueur est automatiquement suspendu pour le prochain match pour les infractions suivantes:
- Recevoir un carton rouge (les suspensions du carton rouge peuvent être prolongées pour des infractions graves)
- Recevoir trois cartons jaunes dans trois matches différents, ainsi qu'après le cinquième et tout carton jaune suivant (les suspensions pour carton jaune ne sont pas reportées aux barrages, aux finales ou à tout autre match international futur)

Les suspensions suivantes ont été (ou seront) purgées lors des matches de qualification:
| Joueurs       | Cartons                                                               | Suspensions                                   |
| ------------- | --------------------------------------------------------------------- | --------------------------------------------- |
| Nuraly Alip   | contre Azerbaïdjan en Ligue des nations 2022-2023 (25 septembre 2022) | 1re journée, contre Slovénie (23 mars 2023)   |
| Abat Aymbetov | 2e journée, contre Danemark (26 mars 2023)                            | 3e journée, contre Saint-Marin (16 juin 2023) |